# Efedrin
Efedrin je simpatomimetički amin koji se koristi kao stimulant, supresant apetita, sredstvo za poboljšanje koncentracije, dekongestiv,ξ i za tretiranje hipotenzije uzrokovane anestezijom.
Efedrin ima sličnu strukturu sa (polusintetičkim) derivatima amfetaminom i metamfetaminom. Hemijski, on je alkaloid izveden iz različitih biljki roda  (familija Ephedraceae). On deluje prvenstveno putem povećanja aktivnosti noradrenalina na adrenergičke receptore. On je obično u prodaju u obliku hidrohlorida i sulfata.
U tradicionalnoj kineskoj medicini, biljka Ephedra sinica koja sadrži efedrin i pseudoefedrin je jedan od glavnih aktivnih sastojaka. Isto važi za druge biljne proizvode koji sadrže ekstrakte iz drugih biljki Ephedra vrste.

## Hemija
Efedrin ispoljava optički izomerizam i ima dva hiralna centra, te postoje četiri stereoizomera. Po konvenciji par enantiomera sa stereohemijom (1R,2S i 1S,2R) se naziva efedrin, dok se par enantiomera sa stereohemijom (1R,2R i 1S,2S) naziva pseudoefedrin.
Efedrin je supstituisani amfetamin i strukturni analog metamfetamina. On se razlikuje od metamFetamina samo po prisustvu hidroksilne grupe (OH). Amfetamini, su potentniji i imaju dodatne biološke efekte.
Izomer koji je u prodaji kao (–)-(1R,2S)-efedrin.
Efedrin hidrohlorid ima tačku topljenja od 187−188 °.

## Sinteza
Efedrin se može sintetisati iz benzaldehida na nekoliko različitih načina. U prvom se benzaldehid kondenzuje sa nitroetanom, dajući 2-metil-2-nitro-1-feniletanol, koji se redukuje do 2-metil-2-amino-1-feniletanola. Neophodni L-izomer se izoluje iz smeše izomera putem kristalizacije. Njegova metilacija daje efedrin.
Drugi metod se sastoji of fermentacije glukoze kvaščanom karboligazom u prisustvu benzaldehida, koji se tokom procesa pretvara u fenilacetilkarbinol. On se zatim redukuje vodonikom u prisustvu metilamina čime se formira efedrin.

## Spoljašnje veze
|  | Molimo Vas, obratite pažnju na važno upozorenje u vezi sa temama iz oblasti medicine (zdravlja). |